# Пруски добродетели
Пруските добродетели (на немски: preußische Tugenden) се отнасят до добродетелите, свързани с историческото кралство Прусия, особено неговия милитаризъм и етичния кодекс на пруската армия, но също така и буржоазни ценности, повлияни от лутеранството и калвинизма. Съществено влияние оказва и на немската култура, като например съвременните немски стереотипи за ефективност, строгост и дисциплина.

## Примери
- Строгост или спестовност (немски: Sparsamkeit)
- Смелост (немски: Mut)
- Целеустременост (немски: Zielstrebigkeit)
- Дисциплина (немски: Disziplin)
- Сила на духа без самосъжаление (немски: Tapferkeit ohne Wehleidigkeit): Lerne leiden ohne zu klagen („Научи се да страдаш без да се оплакваш“)
- Честност (немски: Redlichkeit)
- Набожност, съчетана с религиозна толерантност (немски: Gottesfurcht bei religiöser Toleranz)
- Скромност (немски: Bescheidenheit)
- Неподкупност (немски: Unbestechlichkeit)
- Усърдие, трудолюбие (немски: Fleiß)
- Вярност, преданост, лоялност (немски: Treue)
- Точност (немски: Pünktlichkeit)
- Надеждност (немски: Zuverlässigkeit)
- Въздържание, самоконтрол (немски: Zurückhaltung)
- Себеотрицание (немски: Selbstverleugnung)
- Чувство за дълг, отговорност (немски: Pflichtbewusstsein)
- Чувство за справедливост (немски: Gerechtigkeitssinn) Jedem das Seine или Suum cuique („Всекиму своето“)
- Чувство за ред (немски: Ordnungssinn)
- Искреност (немски: Aufrichtigkeit)
- Прямота (немски: Geradlinigkeit)
- Подчинение - в смисъла на приемане на място в определена йерархия (немски: Unterordnung от "unter" („под“) и "Ordnung" (ред)- буквално: „под-реждане“, заемане на долното място в определен ред)
- Твърдост (немски: Härte) Gegen sich mehr noch als gegen andere („Бъди по-твърд със себе си, отколкото с другите“)